# Isla Boulay
Boulay (en francés: Île Boulay) es el nombre de una isla en la Laguna Ébrié, en Costa de Marfil,. Es poco poblada (con un poco más de 10 000 personas) y se mantiene básicamente sin desarrollar, teniendo en cuenta su proximidad a las zonas urbanas de Abiyán, que es una de las principales de ese país africano. Boulay está a sólo 15 minutos del centro de la ciudad de Abiyán en barco. Contiene algunas casas de vacaciones de algunos de los residentes más ricos de la ciudad. El Esquí acuático es una actividad popular en alta mar.
Desde 2008 ha habido un proyecto para la ampliación del Puerto Autónomo de Abiyán a la isla, y para construir un puente. También en ese año, el gobierno de Malí inició la construcción de un almacén para las mercancías transbordadas a través de Abiyán. Estos proyectos han creado una considerable oposición entre los residentes locales. Las aguas alrededor de Boulay también han sido afectadas por la contaminación bacteriana y química.
Sus coordenadas geográficas son las siguientes: 05°16′45″N 04°06′56″O / 5.27917, -4.11556